# Mary Dignam
Mary Ella Dignam, nacida Mary Ella Williams, (Port Burwell, Ontario, 13 de enero de 1857 - Toronto, 6 de septiembre de 1938) fue una pintora, maestra y organizadora de arte canadiense, recordada como la fundadora y primera presidenta de la Asociación de Mujeres de Arte de Canadá (WAAC).

## Trayectoria
Mary Ella Williams nació en Port Burwell, Ontario, el 13 de enero de 1857. Estudió arte en la Western School of Art and Design en London, Ontario. En 1886 fue a Nueva York para continuar su formación en la Liga de estudiantes de arte, seguida de un tiempo en París, en el taller de artistas dirigidos por Raphaël Collin (1850–1916) y Luc-Olivier Merson (1846–1920). 
En 1886, Dignam fundó el Women's Art Club, que más tarde se convirtió en WAAC (Women's Art Association of Canada). Durante su presidencia (1887-1913, 1935-1938), Dignam fue la principal promotora, junto con la historiadora canadiense Matilda Ridout Edgar, Lady Edgar, del Cabot Commemorative State Dinner Service. Se trataba de una vajilla de ocho servicios y 24 piezas, pintada a mano, que representaba temas canadienses y que había sido realizada por miembros de la WAAC para conmemorar el 400 aniversario de la llegada a Canadá del comerciante y navegante genovés Juan Caboto. 
Tras su regreso a Canadá en 1891, enseñó en una escuela de arte para mujeres en Toronto y más tarde organizó los primeros estudios de arte del Moulton Ladies' College en la Universidad McMaster. En 1898, Dignam y Lady Edgar, esposa del presidente de la Cámara de los Comunes, consiguieron que los miembros de la Cámara y el Senado suscribieran 1.000 dólares para comprar el servicio, que se presentó formalmente a Lady Aberdeen con motivo de que su esposo terminara su mandato como Gobernador general de Canadá. Más tarde ayudó a organizar la International Society of Women Painters and Sculptors y, en 1900, fundó la primera exposición internacional de arte exclusivamente femenina que convocó a los miembros de la Asociación de Arte Femenino y de Women's International Art. 
Dignam fue miembro de la Art Association de Montreal (1886-1931), la Ontario Society of Artists  (1883-1912), la Royal Canadian Academy of Arts (1883-1924) y la Toronto Industrial Exhibition  (1891-1900). Sus obras fueron exhibidas en Canadá y Nueva York, Londres y París. Dignam expuso su trabajo en el Palace of Fine Arts en la Exposición Mundial Colombina celebrada en Chicago en 1893.
Fue tía de la sufragista y corresponsal de guerra Beatrice Nasmyth, a la que influyó desde la perspectiva feminista. Murió el 6 de septiembre de 1938 en Toronto, Ontario.

## Galería

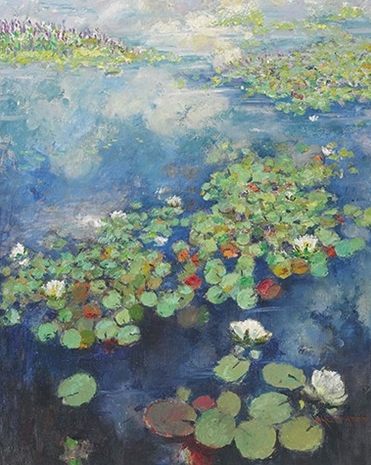
Lirios de agua
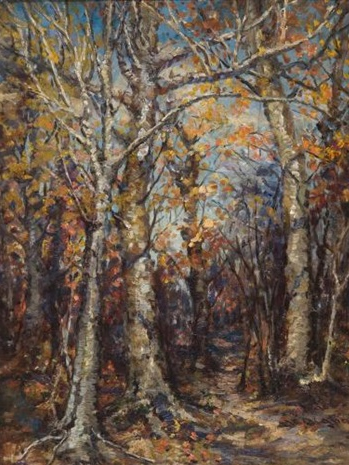
Forest interior (Interior de un bosque)
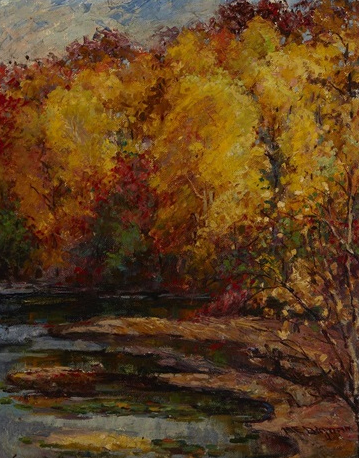
Maples in autumn (Maples en otoño)
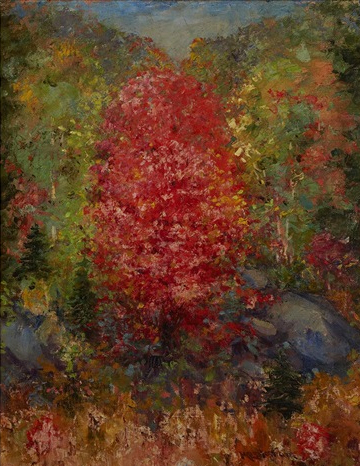
Red Maple (Arce rojo)
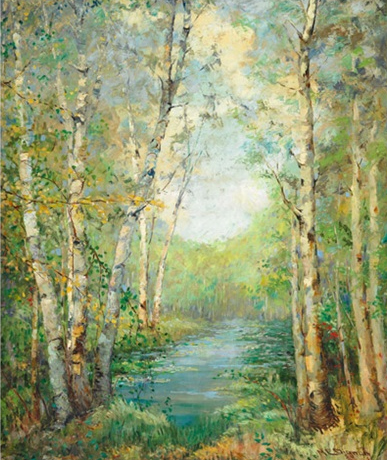
Stream in spring (Arroyo en primavera)
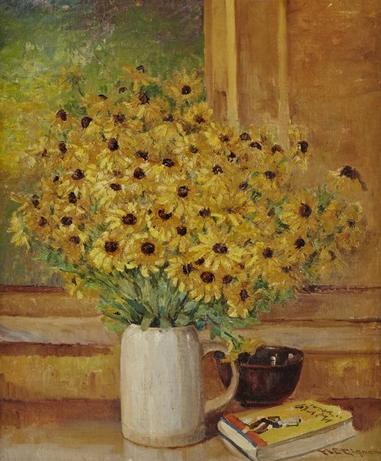
Still life with flowers (Bodegón con flores)
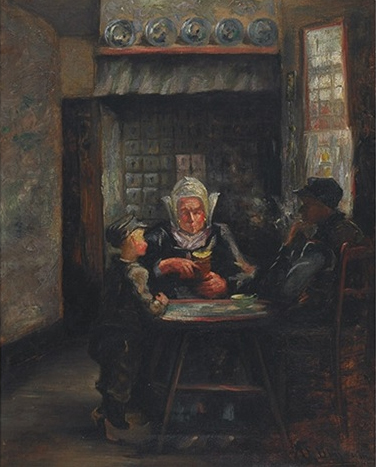
The peasant's repast.(La comida del campesino)
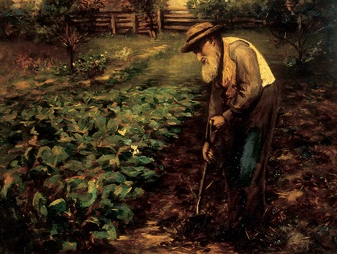
An old man's garden (El jardín de un anciano)
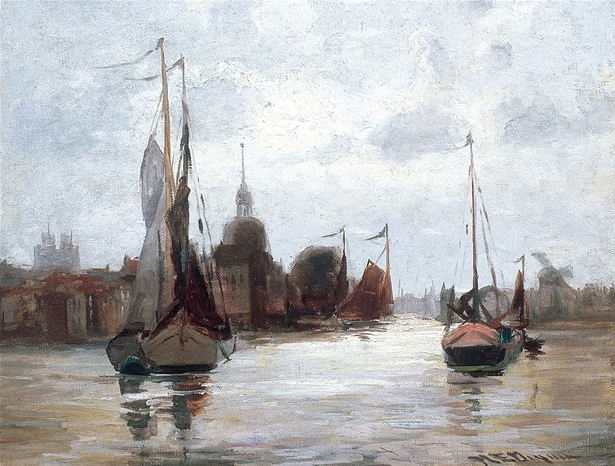
Harbour scene (Escena de puerto)